# Сосна стройная
Сосна́ стройная (лат. Pīnus attenuāta) — вид хвойных деревьев рода Сосна.

## Распространение
Произрастает на северо-западе Мексики в штате Нижняя Калифорния, на западе США в штатах Калифорния и южной части штата Орегон.

## Ботаническое описание
Дерево конической формы с прямым стволом, достигающее 24 м в высоту, с диаметром ствола до 0,8 м.
Кора гладкая, серо-бурая в молодости, в зрелости темнеет, становясь тёмно-серой либо тёмно-бурой.
Ветви красновато-коричневые, смолистые.
Хвоя желтовато-зелёная, в пучках по три иглы, длиной 9—15 см.
Шишки золотисто-бурые 8—16 см длиной. Семена чёрные, длиной 6—7 мм и узким крылышком длиной до 20 мм.

## Экология
Сосна стройная может формировать как чистые леса, так и смешанные с другими соснами (такими как Сосна мягкоигольная и Сосна лучистая), при этом образуя с ними гибриды.
У западных подножий Сьерра-Невады образует сообщества с дубом Дугласа (Quercus douglasii).

## Ботаническая классификация

### Синонимы
По данным The Plant List на 2013 год, в синонимику вида входят:
- Pinus californica Hartw., nom. illeg.
- Pinus californica Hook. & Arn.
- Pinus tuberculata Gordon., nom. illeg.